# 小田切博
小田切 博（おだぎり ひろし、1968年 - ）は、日本のフリーライター、アメリカンコミックス研究家、翻訳家。
神奈川県横浜市出身。

## 著書
- 『誰もが表現できる時代のクリエイターたち 』（NTT出版） 2003.5
- 『戦争はいかに「マンガ」を変えるか - アメリカンコミックスの変貌』（NTT出版） 2007.3
- 『キャラクターとは何か』（ちくま新書） 2010.1　ISBN 978-4480065315

### 共編著
- 『アメリカンコミックス最前線』（小野耕世共編、トランスアート、別冊本とコンピュータ6） 2003

## 翻訳
- 『ターザン』（ワニブックス、Disney Graphic Novel Series） 2000.9
- 『ティガームービー プーさんの贈りもの』（ワニブックス、Disney Graphic Novel Series） 2000.9
- 『トイ・ストーリー』（ワニブックス、Disney Graphic Novel Series） 2000.10
- 『ダイナソー』（ワニブックス、Disney Graphic Novel Series） 2000.11